# 隆脊飞虱属
隆脊飞虱属（学名：Carinodelphax）为稻虱科的一个属。

## 下属物种
本属包括以下物种：
- Carinodelphax carinatus Ding & Yang, 1987
- 海南隆脊飞虱 Carinodelphax hainanensis [2]